# Adrapetes karschi
Adrapetes karschi är en insektsart som beskrevs av Bolívar, C. 1914. Adrapetes karschi ingår i släktet Adrapetes och familjen Chorotypidae. Inga underarter finns listade i Catalogue of Life.